# Piet Oost School
De Piet Oost School was een school voor basis- en voortgezet onderwijs aan slechtziende jongeren. In 1989 werd de school opgeheven om te integreren in Visio. De school maakte deel uit van de Prins Alexander Stichting, een school en internaat in Huis ter Heide voor slechtziende kinderen.

## Onderwijsdoelen
De Piet Oost School wil leerlingen afleveren die zelfstandig en onafhankelijk hun weg in de maatschappij kunnen vinden. Het onderwijs was daar haast volledig op afgestemd. Hulpmiddelen werden tot een minimum beperkt. Het lesmateriaal was hetzelfde als op gewone scholen.

## Geschiedenis
Piet Oost (1915-1998) kwam in 1938 als leraar werken op de Prins Alexander Stichting. Hij gaf les aan blinde, zwakbegaafde kinderen. Toen hij merkte dat sommige blinden braille met hun ogen lazen, besefte hij dat hij eigenlijk met ziende kinderen te maken had. Hij ontwikkelde een onderwijssysteem dat erop gericht was om die kinderen te leren kijken.
In 1941 publiceerde hij in het Tijdschrift voor Bijzonder Onderwijs een artikel waarin hij uiteenzette hoe het onderwijs aan slechtzienden er volgens hem uit moest zien. Zo vond hij dat het onderwijs zo normaal mogelijk moest zijn en aan moest sluiten bij wat ziende kinderen leren. Wel moest er rekening worden gehouden met de visuele beperking. In zijn ideeën nam de kijktraining een belangrijke plaats in. De kinderen moeten leren ‘’plaatjes kijken’’, zoals Oost het zelf noemt.
Handenarbeid en lichamelijke oefening zijn belangrijke onderdelen. Kinderen moeten een goede motoriek ontwikkelen en moeten leren "handig" te worden. Vooral dat laatste is een noodzaak. Verder diende een oogarts nauw betrokken te zijn bij het onderwijs. Van alle kinderen moest uitgebreid beschreven zijn wat de oogafwijking was en wat ze met de restvisus nog konden. Ook moest onderzocht worden in hoeverre de kinderen lichamelijk inspanning aankunnen. Bij sommige oogafwijkingen bestaat namelijk het risico van een netvlies-loslating. Dat houdt in dat het voor sommige kinderen gevaarlijk is om te bukken of onverhoedse bewegingen te maken. Van de onderwijzer verwacht Oost een gedegen kennis van de werking van het oog. De kweekschoolkennis volstaat niet, schrijft hij in zijn artikel.
Oost zag weinig in het samengaan van blinden en slechtzienden. Hij wilde dan ook dat er speciale klassen voor slechtzienden zouden komen in het normale onderwijs. Zolang dat niet lukte, was een school met daaraan verbonden een internaat een oplossing. Maar Oost liet duidelijk merken in latere publicaties dat een internaat iets tijdelijks is.
In 1951 werd de Prins Alexander Stichting school een internaat voor slechtziende kinderen. De visie van Oost werd gebruikt als uitgangspunt voor het onderwijs dat gegeven wordt. De school van de Prins Alexander Stichting kreeg in 1975 de naam van de toenmalige directeur van de stichting, Piet Oost. Daarmee wordt hij geëerd voor het pionierswerk dat hij heeft verricht voor onderwijs aan slechtzienden.

## Het onderwijs
Er zijn uiteindelijk zeven pijlers in het onderwijs, die een samenhangend onderwijs- en vormingsfundament vormen:
- Visuele vorming “plaatjes kijken”, zowel op toepassingsniveau, dat wil zeggen. bij alle leer- en vormingsvakken, als tijdens aparte “kijklessen” in een apart lokaal, projectielokaal genoemd.
- Lezen, taalverwerking en vreemde talen
- Het werken met de handen, belangrijk voor de ontwikkeling van de oog-handmotoriek  (handenarbeid, drukpers, weven)
- Het rekenen en aanverwante leergebieden
- Wereldoriëntatie (aardrijkskunde, geschiedenis, biologie, natuur- en scheikunde)
- Muzikale vorming. De muzieklessen vindt Oost zeer belangrijk. Er wordt gebruikgemaakt van Orff-Schulwerk, de onderwijsmethode die Carl Orff heeft ontwikkeld.
- Het gaan en zich bewegen (lichamelijke opvoeding, dansexpressie, volksdansen)

De kinderen krijgen, daar waar het kan, hetzelfde onderwijs als kinderen op gewone scholen. Ook wordt geprobeerd ervoor te zorgen dat kinderen zo veel mogelijk in de eigen omgeving kunnen blijven wonen. Daardoor ontstaat er aan het begin van de jaren 70 een steeds groter wordende groep externe leerlingen. Vanaf 1973 wordt de begeleiding van slechtziende leerlingen in het basisonderwijs systematisch aangepakt. Daardoor kunnen nog meer kinderen in de woonplaats, en op een gewone school onderwijs volgen. De kinderen komen dan nog wel naar de Piet Oost School voor een toelatingsonderzoek, maar worden verder via ambulante medewerkers op de eigen school begeleid.
De leerlingen doorlopen het basisonderwijs van klas 1 tot en met klas 6. Daarna krijgen ze een brugjaar, waarin gekeken wordt welk type voortgezet onderwijs het beste bij ze past. Op de PAS, en later de Piet Oost School, kunnen de leerlingen de mavo volgen en de opleidingen van IVIO. Voor het individueel technisch onderwijs (ITO) werkt de school samen met het Koninklijk Instituut tot Onderwijs van Blinden. Samen met leerlingen van dat instituut volgen de PAS-leerlingen onderwijs aan een LTS. Na het brugjaar beginnen de mavo-leerlingen in mavo-1. Zo wordt een extra jaar gecreëerd. Dat gebeurt enerzijds om de tijd die opgaat aan de creatieve vakken te compenseren en anderzijds omdat veel leerlingen het extra jaar echt nodig hebben, willen ze het diploma halen en een goede kans hebben op vervolgonderwijs.

## Aanbevolen literatuur
- Jozef Vos, tastend door de tijd, twee eeuwen onderwijs en zorg voor blinde en slechtziende mensen, Boom (Amsterdam), 2008.